# Paretroplus dambabe
Paretroplus dambabe é uma espécie de peixe da família Cichlidae.
É endémica de Madagáscar.
Os seus habitats naturais são: lagos de água doce.
Está ameaçada por perda de habitat.